# HBCI
Home Banking Computer Interface (HBCI) – bezpieczny standard dokonywania transakcji bankowych przez Internet, będący klasyczną metodą PIN/TAN. Standard HBCI obejmuje całą procedurę postępowania klienta i banku. Operacje przeprowadza się z użyciem specjalnej karty chipowej (z kluczem 128-bitowym). Do tego wymagane jest specjalne oprogramowanie oraz czytnik kart chipowych. W przypadku metody PIN/TAN dla wykonania każdego przelewu potrzebny jest numer identyfikacyjny (PIN) i numer transakcji (TAN), które klient otrzymuje od banku. Każdy numer TAN ważny jest tylko dla jednej transakcji, co czyni tę metodę bezpieczną. Operacje bankowe można wykonywać jedynie na komputerze mającym dostęp do Internetu.